# Canonització
|  | Per a altres significats, vegeu «Canonització (desambiguació)». |

La canonització és la declaració oficial de la santedat d'una persona difunta per part d'una confessió cristiana o església. Mijtançant aquesta declaració, l'església afirma que la persona en qüestió es troba certament al Paradís i en permet el culte com a sant.
És un costum de les esglésies catòlica (incloses les del ritu oriental) i ortodoxa (amb totes les seves variants). L'anglicanisme accepta el culte als sants, però només ha fet una canonització en la seva història, la de Carles I d'Anglaterra. Les altres confessions cristianes, encara que admeten l'existència dels sants i accepta la commemoracio de la seva memòria, no n'admet la veneració ni la seva intermediació entre els homes i Déu.

## Procés de canonització
El procés de canonització declara que un difunt ha viscut una vida de santedat, i ha realitzat més d'un miracle després de la seva mort o hi hagi miracles que puguin atribuir-se a la intercessió de la persona objecte del procés. És un procés gradual que pot durar molts anys i que té quatre fases, en cadascuna de les quals la persona és proclamada, successivament: servent de Déu, venerable, beat i, finalment, sant.
Comença quan el bisbe de la regió d'on va néixer, va viure o va morir el candidat fa recollir proves i testimonis que permetin provar que la persona va viure en santedat o va practicar heroicament les virtuts cristianes. Si és així, és declarat Servent de Déu. El bisbe presenta llavors el cas a la Santa Seu, a la Congregació per a les Causes dels Sants, amb la biografia completa, i evidències dels fets, i, si n'hi ha, del miracle atribuït a la persona. Aquest cas és avaluat per un grup d'experts en ciències (catòlics i no catòlics) i teòlegs. Si el cas és aprovat el candidat és declarat venerable i si hi ha un miracle i queda demostrat que ha estat realitzat per la intercessió de la persona, és proclamat beat durant una cerimònia de beatificació. Un segon miracle donaria lloc a un altre examen i a la proclamació de la persona com a sant durant la cerimònia de canonització.
La decisió final sobre l'oportunitat de canonitzar la persona correspon al papa. Llavors es fixa el dia consagrat a la seva memòria al calendari litúrgic i al Martirologi romà, que sol coincidir amb el dies natalis és a dir, el de la seva mort i, per tant, el seu "naixement" a la vida eterna. Només en els casos que aquest dia coincideix amb alguna altra festivitat assenyalada del calendari es canvia per un altre dia, per tal d'evitar la duplicitat de celebracions.
A les esglésies ortodoxes, quan la veneració a un difunt s'estén entre els fidels, es reuneix el sínode amb al primat (patriarca o arquebisbe) i estudia la santedat d'aquella persona. És aquest sínode, local, qui en decideix i proclama la santedat i en determina el dia o dies de festa litúrgica. Llavors s'adopta un himne en honor seu i es comença a elaborar un cànon iconogràfic pel sant.

## Història
Durant el primer mil·lenni del cristianisme, el culte, primer als màrtirs i després als confessors, estava regulat per les esglésies particulars (les diòcesis). Els bisbes, individualment o col·legiada en sínodes, autoritzaven els nous cultes amb les cerimònies de l'elevatio (elevació als altars) o la translatio corporis (translació del cos o les relíquies). Amb posterioritat, aquests actes s'han anomenat canonització episcopal o canonització particular, ja que implicaven només l'església local, sense que el culte s'estengués a altres bisbats.
Al segle xi va començar a considerar-se que només el Papa, com a pastor universal de l'Església, tenia prou autoritat per prescriure el culte públic a una persona. El primer cas documenta és la carta d'Alexandre III al rei i els bisbes de Suècia, cap al 1172, on reivindicava la seva autoritat per autoritzar el culte a Eric el Sant; aquest costum es convertí en norma a partir del 1234, amb Gregori IX i des de llavors, només el papa tenia la facultat de proclamar sants, encara que a instància dels bisbes locals.
Al segle xiv, la Santa Seu va començar a autoritzar un culte limitat, només a uns llocs concrets, a servents de Déu la causa de canonització dels quals encara no havia acabat o encara no havia començat. Aquesta autorització, primer pas d'una futura canonització, és l'origen de la beatificació. El terme beat es fa servir a partir de 1483, amb Sixt V. Aquest culte local es formalitzava amb una carta apostòlica en forma de breu.
En 1588 s'institueix la Congregació dels Ritus, creada per Sixt V. Així i tot, els papes continuen concedint els cultes limitats (Missa et Officium, estableixen, doncs, la missa i l'ofici particulars del servent de Déu), mentre no s'obté la canonització. El procediment es defineix finalment per Benet XIV a De servorum Dei beatificatione et beatorum canonizatione (1734-38), i s'anirà modificant fins a arribar a la normativa Divinus perfectionis Magister del 25 de gener de 1983, que estableix la part i procediment d'enquesta que ha de fer el bisbat i la que ha de fer la Sacra Congregació per a les Causes dels Sants, que és l'organisme encarregat de confirmar l'estatus de venerable i estudiar els de beat i sant, que després seran concedits pel papa.